# Medicago orthoceras
Medicago orthoceras là một loài thực vật có hoa trong họ Đậu. Loài này được (Kar. & Kir.) Trautv. miêu tả khoa học đầu tiên.